# Vladimir Perišić
Vladimir Perišić (Belgrado, 1976) es un director de cine y guionista serbio. 

## Biografía
Entre 1995 y 1997, Perišić estudió dirección de cine en la Facultad de Arte Dramático de Belgrado. Más tarde, entre 1997 y 1999, estudió Literatura Moderna en la Universidad de París IV. Permaneció en París y estudió cine entre 1999 y 2003, en La Fémis, la Escuela Nacional Superior de Imagen y Sonido.
Su tercera película, Dremano oko, de 2003, fue seleccionado para la sección Cinefoundation del Festival de Cannes. En 2009 rodó Ordinary People, coescrito con Alice Winocour, que fue aclamada en su presentación y ganó el premio a Mejor Película en el Festival de cine de Sarajevo (Relja Popović ganó el premio de Mejor Actor), además del premio Cineuropa para película europea Mejor en la Festival Internacional de Cine de Miami. Por último, fue seleccionada en la Semana de la Crítica de 2009.
En 2014, colaboró en el proyecto colectivo Los puentes de Sarajevo, en el que de nuevo volvió a coincidir con Alice Winocour. En efecto, el crítico Pablo García Márquez, del blog Cine Maldito, relaciona el cine de estos tres directores: Deniz Gamze Ergüven, directora de Mustang, Alice Winocour y Vladimir Perišić.
En 2023 su película Lost Country fue presentada a la competición de la 62ª Semana de la Crítica, dentro del 76º Festival de Cannes. En España se estrenó el 14 de junio de 2024.

## Filmografía
- 1996 : Novembre
- 2002 : Killhouse
- 2003 : Dremano oko
- 2009 : Ordinary People
- 2014 : Los puentes de Sarajevo
- 2023 : Lost Country (La patria perdida)